# Zvonice

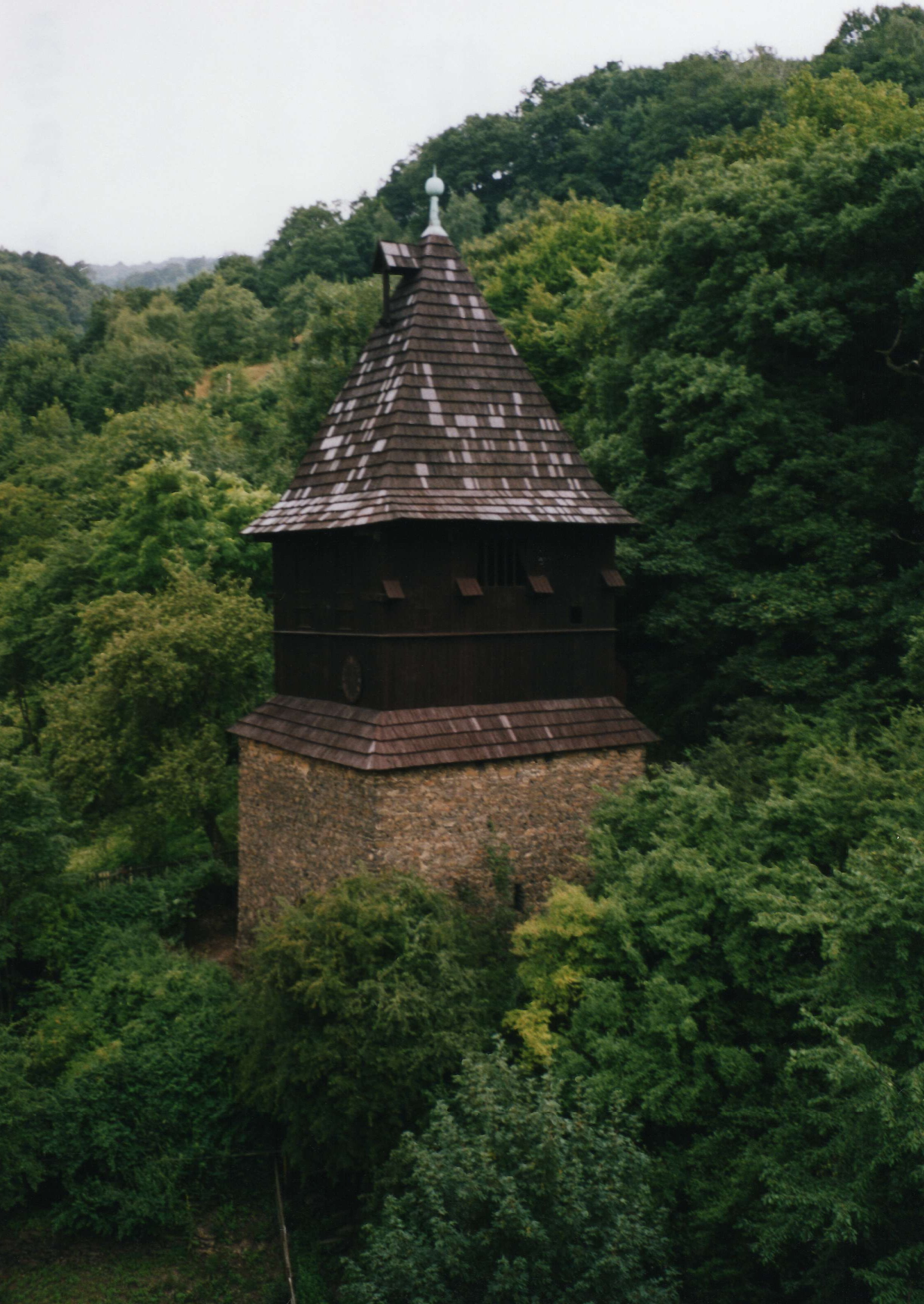
Zvonice u kostela Nanebevzetí Panny Marie v Krupce

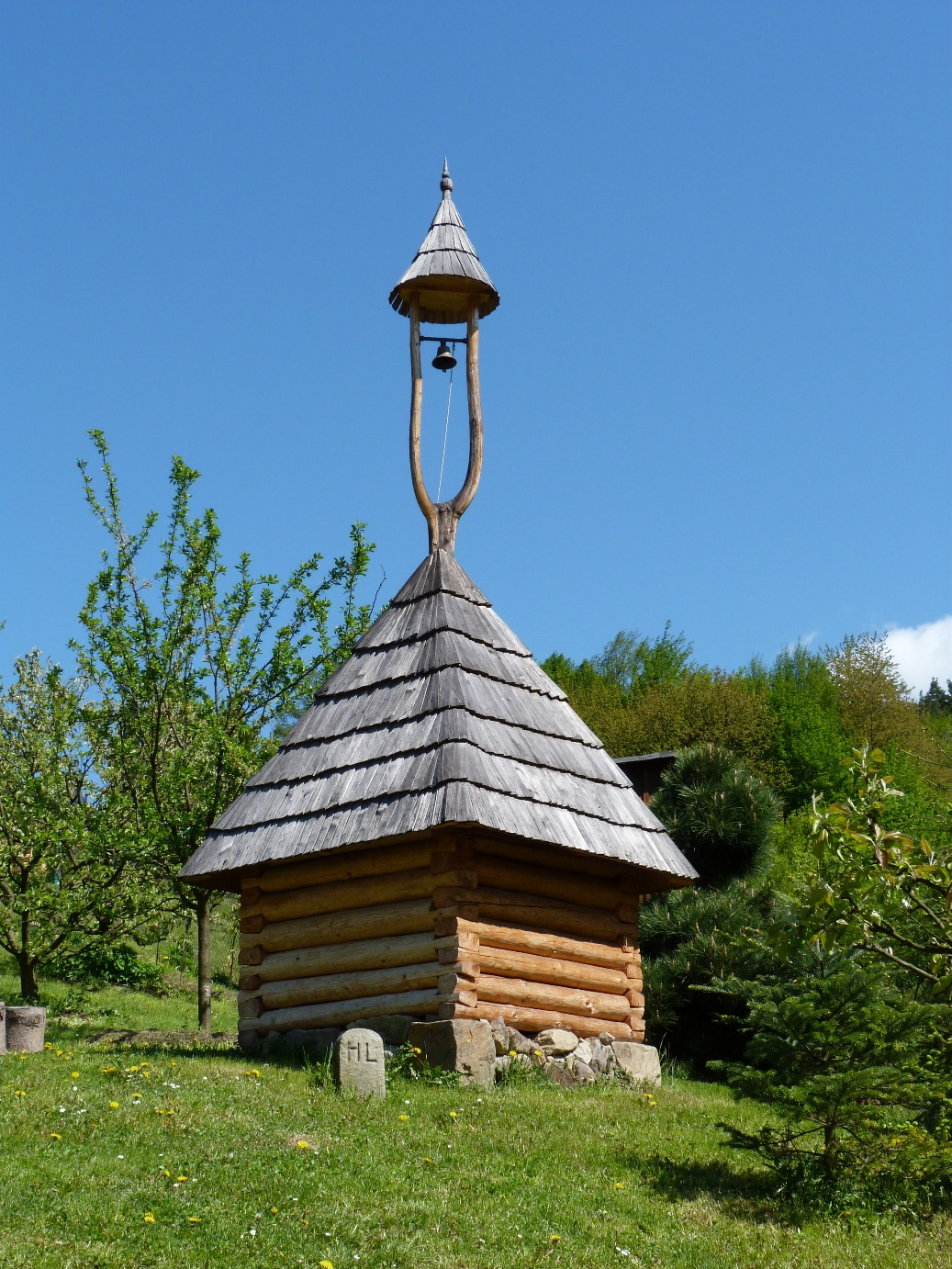
Kopie zvonice z Vlčkové v Muzeu dřevěného porculánu v Držkové

Zvonice je stavba sloužící výhradně nebo převážně k zavěšení zvonů. Podle definice Karla Kuči je zvonicí pouze soliterní stavba funkčně související s kostelem, na rozdíl od kostelní věže s ním však není stavebně spojená. Menší stavby se označují jako zvoničky, přičemž někteří autoři rozlišují zvoničky od zvonic nejen podle velikosti a typu (stavebního provedení), ale i podle toho, jestli mají spojitost s kostelem.
V obecném smyslu se ovšem zvonicí často nazývá i kostelní věž nesoucí zvony, či dokonce jen zvonové patro kostelní věže. K nepřesnostem ve vztahu ke Kučovu rozlišení zvonice a zvoničky může vést také fakt, že některé velké kaple jsou rozměrově, konstrukcí a funkcí podobné kostelům, popřípadě se může kaple změnit v kostel či kostel v kapli, aniž by se změnily stavebně. Také v některých případech je zvonice původně samostatná, ale druhotně je stavebně spojena s kostelem a stane se z ní kostelní věž (Bystřec, Ostrava), nebo naopak je původní kostel zbořen, je z něj ponechána pouze původní kostelní věž a ta pak slouží jako samostatná zvonice nového kostela (taková zvonice bývala např. v Uherčicích).

## Výskyt a historie
Nejstarší zvonice jsou v českém prostředí doloženy v 15. století.
Vůbec nejstarší zmínka o zvonici pochází z roku 1407, kdy zvonice v Hradci Králové vyhořela. Původně tedy mohla být přinejmenším z 2. poloviny 14. století, jde však o ojedinělý případ; není ale vyloučeno, že k nalezení dalších zvonic mohou přispět výzkumy středověké archeologie. Další zvonice pocházejí až ze 16. století, kdy došlo k jejich značnému rozšíření v souvislosti s tím, že v té době přišly do módy zvony velkých rozměrů, kterým kostelní sanktusníky nepostačovaly. Výskyt zvonic se neomezoval jen na dřevěné kostely (i když pro ně byly nejcharakterističtější), ale objevovaly se i u kamenných kostelů ve městech a městečkách (Rovensko pod Troskami, Rakovník, Lomnice nad Popelkou).
Dochované zvonice dřevěných kostelů na českého území tvoří klíčovou složku středověkého rázu některých vesnic, zejména ve východních Čechách (Slavoňov, Měník, Kozojedy). Jejich architektonická forma je v evropském kontextu ojedinělá a nemá ekvivalenty, ač je jinak výskyt zvonic běžný v celé zaalpské části Evropy. Tyto zvonice však mají jiné typy konstrukce a mnohdy výrazný obranný charakter (Ukrajina, Rusko). Na českém území není znám případ, že by zvonice stála ve vsi, kde nebyl kostel, a pokud někde vidíme samotnou zvonici bez kostela, jedná se o situaci, kdy zvonice kostel přetrvala (např. Skůry u Slaného).
V souvislosti s ohňovým patentem vydaným Marií Terezií roku 1751, který ukládal mít ve vsích zvoničku, začaly vznikat kromě malých zvoniček i větší stavby, zpočátku dřevěné, později zděné, často na pomezí zvonice a zvoničky. Tyto se označují jako návesní zvonice. 
V současnosti (podle knihy z roku 2001) se v České republice nachází 388 zvonic a bylo doloženo dalších 305 zvonic zaniklých. Z tohoto počtu 693 zvonic jich je na Moravě pouze 81, v české části Slezska prozatím nebyla doložena ani jediná.. Zato je ovšem v těchto částech republiky více obecních zvoniček.

## Výstavba nových zvonic
Při stavbě nových moderních kostelů dochází k postupnému návratu ke zvonicím namísto kostelních věží, zejména počítá-li se s velkými zvony, protože zvonice je od kostela oddělena, a nemůže tak při rozhoupávání zvonů dojít k rozvibrování celé stavby.[zdroj?] Pokud se dnes staví kostelní věž, i u té se dohlíží, aby byla od zbytku stavby oddělena dilatační spárou, a pokud nese hmotnější zvony, bývá zvonová stolice situována tak, že se zvony houpou ve směru kostela.[zdroj?]
Kromě toho je třeba, aby poloha zvonů převyšovala okolní zástavbu, jinak jejich hlas není slyšet do dostatečné vzdálenosti – a zde se také lépe uplatní zvonice, které mohou stát na výše položeném místě než kostel (tento případ je znám už z historie, např. Lipnice nad Sázavou, Krnsko).

## Konstrukce zvonic
U našich zvonic rozlišujeme dvě základní konstrukce, které se užívaly i při stavbě dřevěných kostelních věží, s řadou přechodných variant:
- konstrukci štenýřovou
- konstrukci vzpěradlovou

Ve štenýřové konstrukci jsou hlavním nosným prvkem čtyři rohové sloupy, tzv. štenýře, zpevněné křížovým zavětrováním. Zvony bývají umístěny na trojúhelníkové zvonové stolici (též zvonové hranici) ve zvonovém patře (např. Železný Brod). Zvonová stolice nemá vliv na architekturu a není stavebně spojena se zvonicí.
Základním prvkem konstrukce vzpěradlové jsou trámy sestavené do trojúhelníků, které nesou jak zvon, tak i obvodový, ponejvíce polygonální plášť zvonice (Rtyně v Podkrkonoší). Výhodou polygonálních zvonic jsou jejich vynikající akustické vlastnosti.
Zvononosná konstrukce má z boku trojúhelný tvar, což umožňuje statické i dynamické upevnění zvonu, a je vyrobena z odolného jedlového nebo dubového dřeva. Musí být vystavěna velmi stabilně, aby vzdorovala silám pnutí, převrácení, torze aj.
Zvony na ní bývají zavěšeny nejčastěji vedle sebe, při větším počtu též v patrech nad sebou (zpravidla tak, že v nižších patrech jsou větší zvony, ve vyšších menší, i když toto neplatí obecně), výjimečně - u zvonic s úzkým půdorysem - za sebou.
U přechodného typu zvonic je nejčastější varianta vzpěradlovo-štenýřová (např. Rovensko pod Troskami).
Zvláštním druhem zvononosné konstrukce je tzv. zvonová kostra, která nemá žádné stěny, stojí zpravidla vedle kostela či zvonice a slouží k provizornímu zavěšení zvonů.

## Typy podle materiálu

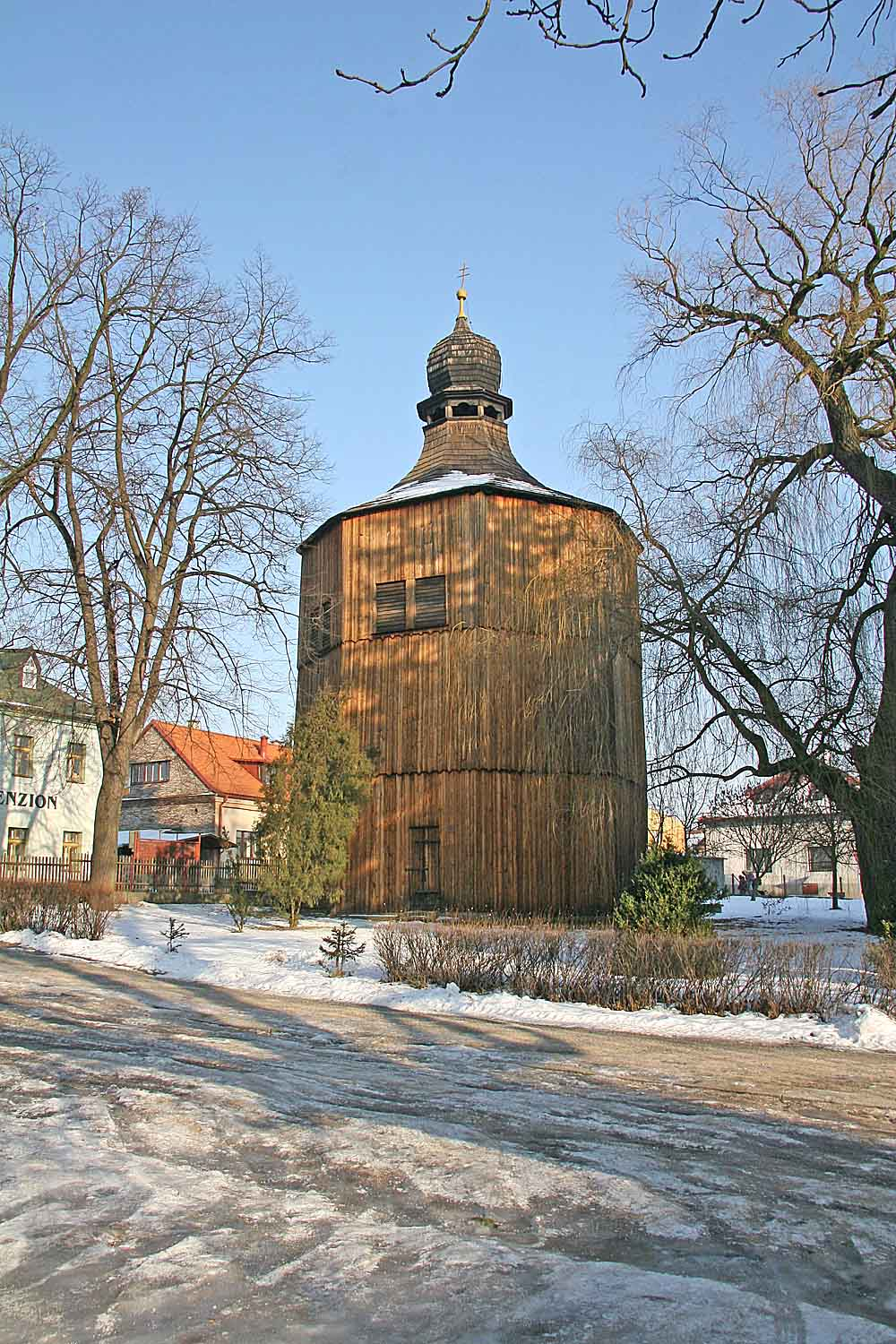
Dřevěná zvonice u kostela Nejsvětější Trojice v Sezemicích u Pardubic

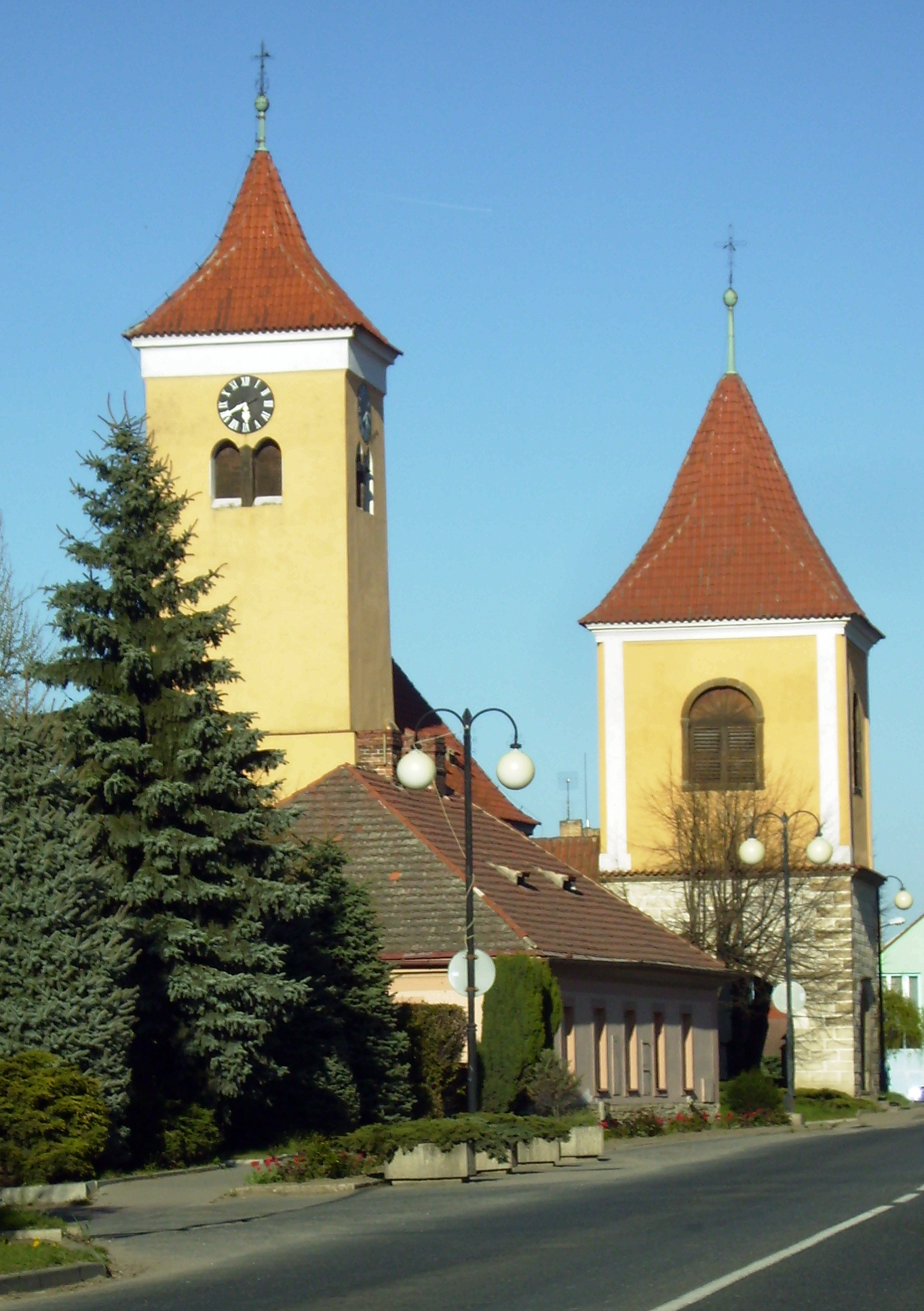
Zděná zvonice u kostela sv. Václava v Nehvizdech

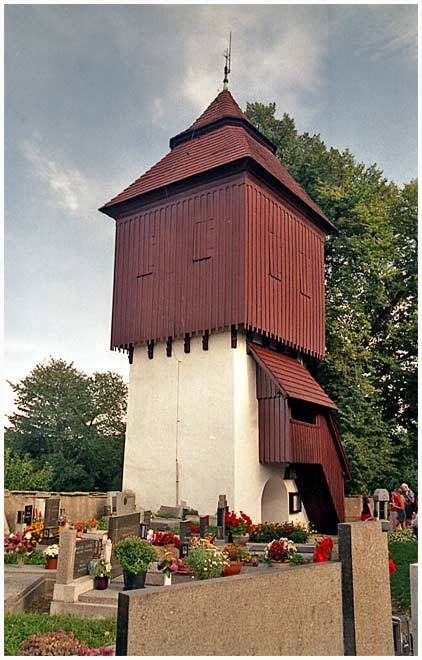
Polozděná zvonice ve Slavoňově

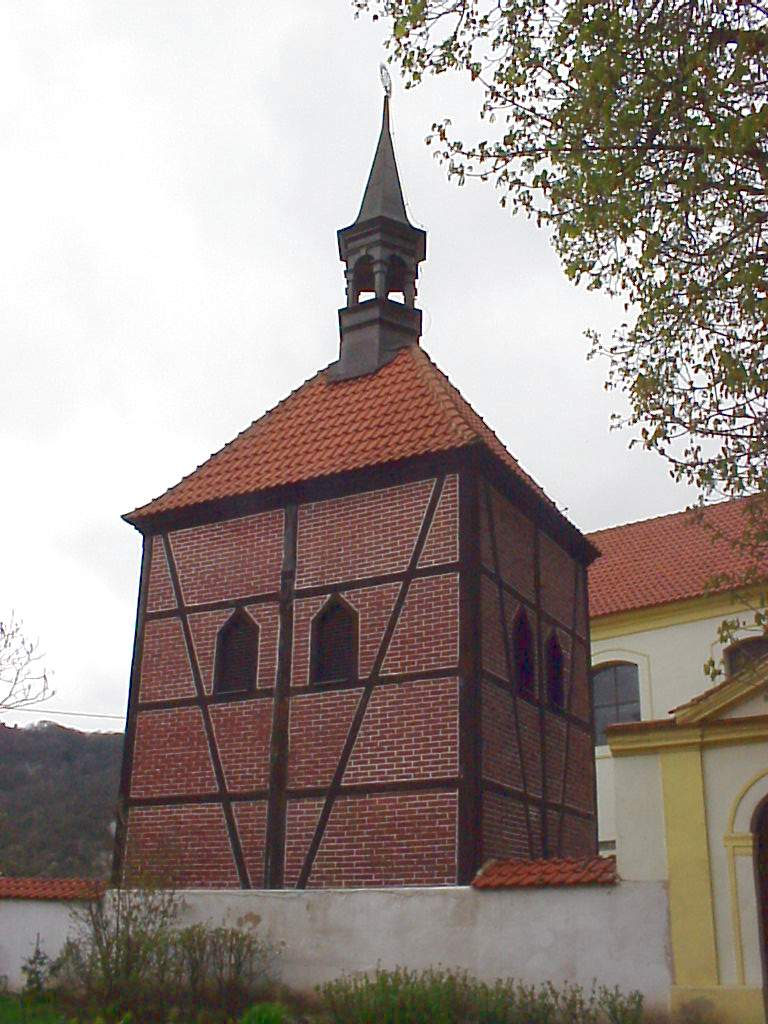
Hrázděná zvonice v Církvicích

Kromě zvononosné konstrukce, která rovněž může značně ovlivňovat architektonické zpracování zvonice (zejména u nezděných zvonic), je pro typologii zvonic důležitá konstrukce stavební.
Podle materiálu rozlišujeme zvonice:
- dřevěné
- zděné
- polozděné
- další typy

### Dřevěné zvonice
Dřevěné zvonice jsou pro kampanology architektonicky nejzajímavější, neboť jejich konstrukce je závislá také na rozmístění zvonů, takže je s nimi v úzké souvislosti. Dřevěné zvonice se v českých zemích objevují ve dvou základních typech; jsou to:
- zvonice polygonální šestiboké a osmiboké, které Václav Mencl [zdroj?] označuje jako gotické (mj. zvonice v Samšině, Rtyni v Podkrkonoší, Rohenicích, Oseku u Sobotky, Vysočanech, Skůrech u Slaného, Vyskři, Rovensku pod Troskami),
- zvonice čtyřboké (Vlastibořice, Železný Brod).

### Hrázděné zvonice
V Česku se nachází pouze jediná hrázděná zvonice, a sice v Církvicích. Částečně hrázděné zvonice se pak nachází v Rakovníku a Senomatech.

### Zděné zvonice
Zděné zvonice někdy mohou sloužit i jinému účelu než jen výhradně ke zvonění, proto bývají stavebně spojeny např. s bránou, hláskou, fortifikací apod. a také se v nich více odráží slohové a regionální diference. Zděné zvonice se tradičně vyskytují v Polabí (např. Choceň, Křemýž), v 16. a 17. století se ovšem (zejména s nedostatkem dřeva) rozšířily i do jiných oblastí (Davle, Hvožďany).

### Polozděné zvonice
Polozděné zvonice mají zděné přízemí a dřevěné zvonové patro. Najdeme je například v Krupce, Novém Městě nad Metují - Krčíně, Slavoňově, Merbolticích, Bechlíně či Hronově.

## Světově proslulé zvonice
- Zvonice Ivana Velkého
- Šikmá věž v Pise